# Aeroportul Odate-Noshiro
Aeroportul Odate-Noshiro (IATA: ONJ, ICAO: RJSR) este un aeroport din Kitaakita, Prefectura Akita, Japonia ce deservește zona Odate. Aeroportul a fost tranzitat în decembrie 2020 de 2.713 pasageri. A fost numit după Noshiro.
Situat la o altitudine de 84 m, aeroportul dispune de o singură pistă.